# Stilpnus bottnicus
Stilpnus bottnicus är en stekelart som beskrevs av Jussila 1987. Stilpnus bottnicus ingår i släktet Stilpnus och familjen brokparasitsteklar. Inga underarter finns listade i Catalogue of Life.